# Ronde van Italië 2010/Negentiende etappe
De negentiende etappe van de Ronde van Italië 2010 werd verreden op 28 mei 2010. Het was een bergrit over 195 km van Brescia naar Aprica met onderweg onder meer de beklimming van de Passo Mortirolo, een van de meest gevreesde cols van Italië.

## Uitslagen
| Uitslag etappe | Uitslag etappe       | Uitslag etappe | Uitslag etappe |
| rang           | renner               | land           | tijd           |
| -------------- | -------------------- | -------------- | -------------- |
| 1              | Michele Scarponi     | ITA            | 5u27'04"       |
| 2              | Ivan Basso           | ITA            | z.t.           |
| 3              | Vincenzo Nibali      | ITA            | z.t.           |
| 4              | Aleksandr Vinokoerov | KAZ            | +3'05"         |
| 5              | John Gadret          | FRA            | z.t.           |
| 6              | Cadel Evans          | AUS            | +3'06"         |
| 7              | David Arroyo         | ESP            | z.t.           |
| 8              | Carlos Sastre        | ESP            | z.t.           |
| 9              | Branislaw Samojlaw   | BLR            | +5'27"         |
| 10             | Marco Pinotti        | ITA            | z.t.           |

| Algemeen klassement | Algemeen klassement  | Algemeen klassement | Algemeen klassement              | Algemeen klassement |
| rang                | renner               | land                | ploeg                            | tijd                |
| ------------------- | -------------------- | ------------------- | -------------------------------- | ------------------- |
|                     | Ivan Basso           | ITA                 | Liquigas-Doimo                   | 81u55'56"           |
| 2                   | David Arroyo         | ESP                 | Caisse d'Epargne                 | +51"                |
| 3                   | Vincenzo Nibali      | ITA                 | Liquigas-Doimo                   | +2'30"              |
| 4                   | Michele Scarponi     | ITA                 | Diquigiovanni-Androni Giocattoli | +2'49"              |
| 5                   | Cadel Evans          | AUS                 | BMC Racing Team                  | +4'00"              |
| 6                   | Carlos Sastre        | ESP                 | Cervélo                          | +5'32"              |
| 7                   | Richie Porte         | AUS                 | Team Saxo Bank                   | +6'00               |
| 8                   | Aleksandr Vinokoerov | KAZ                 | Astana                           | +6'22" *            |
| 9                   | Robert Kiserlovski   | CRO                 | Liquigas-Doimo                   | +12'44"             |
| 10                  | Marco Pinotti        | ITA                 | Team HTC-Columbia                | +13'40"             |

## Nevenklassementen
| Puntenklassement | Puntenklassement     | Puntenklassement | Puntenklassement | Puntenklassement |
| rang             | renner               | land             | ploeg            | punten           |
| ---------------- | -------------------- | ---------------- | ---------------- | ---------------- |
|                  | Cadel Evans          | AUS              | BMC Racing Team  | 116              |
| 2                | Aleksandr Vinokoerov | KAZ              | Astana           | 105              |
| 3                | Vincenzo Nibali      | ITA              | Liquigas-Doimo   | 94               |

| Bergklassement | Bergklassement | Bergklassement | Bergklassement     | Bergklassement |
| rang           | renner         | land           | ploeg              | punten         |
| -------------- | -------------- | -------------- | ------------------ | -------------- |
|                | Ivan Basso     | ITA            | Liquigas-Doimo     | 35             |
| 2              | Matthew Lloyd  | AUS            | Omega Pharma-Lotto | 29             |
| 3              | Cadel Evans    | AUS            | BMC Racing Team    | 25             |

| Jongerenklassement | Jongerenklassement | Jongerenklassement | Jongerenklassement | Jongerenklassement |
| rang               | renner             | land               | ploeg              | tijd               |
| ------------------ | ------------------ | ------------------ | ------------------ | ------------------ |
|                    | Richie Porte       | AUS                | Team Saxo Bank     | 82u01'56"          |
| 2                  | Robert Kiserlovski | CRO                | Liquigas-Doimo     | +6'44"             |
| 3                  | Bauke Mollema      | NED                | Rabobank           | +12'36"            |

| Ploegenklassement | Ploegenklassement | Ploegenklassement | Ploegenklassement | Ploegenklassement |
| rang              | ploeg             | land              | tijd              |                   |
| ----------------- | ----------------- | ----------------- | ----------------- | ----------------- |
|                   | Liquigas-Doimo    | ITA               | 244u38'20"        |                   |
| 2                 | Rabobank          | NED               | +18'46"           |                   |
| 3                 | Caisse d'Epargne  | ESP               | +51'34"           |                   |

## Opgave
- Dario Cataldo (Quickstep)
- Julian Dean (Team Garmin-Transitions)
- Chris Froome (Team Sky)
- André Greipel (Team HTC-Columbia)
- Danilo Hondo (Lampre-Farnese Vini)
- Arnold Jeannesson (Caisse d'Epargne)
- Marcel Sieberg (Team HTC-Columbia)

1e etappe ·
2e etappe ·
3e etappe ·
4e etappe ·
5e etappe ·
6e etappe ·
7e etappe ·
8e etappe ·
9e etappe ·
10e etappe ·
11e etappe ·
12e etappe ·
13e etappe ·
14e etappe ·
15e etappe ·
16e etappe ·
17e etappe ·
18e etappe ·
19e etappe ·
20e etappe ·
21e etappe
Startlijst · Eindstanden · Afbeeldingen